# Henri Toivonen
Henri Pauli Toivonen (25. srpna 1956 Jyväskylä – 2. května 1986 Korsika) byl finský rallyeový jezdec.

## Životopis
Narodil se 25. srpna 1956 ve městě, která je místem konání Rally tisíce jezer. Již odmalička byl veden k závodění, protože jeho otec Pauli i jeho bratr Harri byli oba závodníci v rally.

## Závodní kariéra
Začínal na motokárách, ale od devatenácti začal startovat v rally. Poprvé startoval na domácí Rallye tisíce jezer 1975 s vozem Simca Rallye 2. Spolujezdce mu dělal Antero Linqvist. Pro poruchu musel odstoupit, ale o dva roky později dosáhl na stejné soutěži pátého místa ve své třídě. To bylo s vozem Chrysler Avenger. V následujícím roce začal startovat na podnicích mistrovství světa v rallye 1978 s vozem Citroën CX 2400. Při Acropolis rallye 1978 i v Portugalsku musel odstoupit, ale obdržel nabídku startovat ve Finsku s vozem Porsche 911. Na konci sezony se zúčastnil britské RAC rallye 1978, kterou dokončil na devátém místě.
V roce 1979 startoval na větším počtu soutěží, ale vždy s různými vozy. Až o rok později zvítězil na Arctic rally a obdržel angažmá v týmu Talbot a startuje s vozy Talbot Sunbeam Lotus. Portugalsko nedokončí, ale Rallye San Remo 1980 dojíždí na páté pozici. na konci sezony pak zvítězil v britské RAC rallye 1980, pro kterou změnil spolujezdce za Paula Whita. Bylo mu 24 let a donedávna byl nejmladším vítězem závodu mistrovství světa. Nyní drží tento rekord Jari-Matti Latvala, který dokázal vyhrát již ve 22. letech
V sezoně mistrovství světa v rallye 1981 nebyly vozy Talbot konkurenceschopné, protože se objevila skupina B. Jeho spolujezdcem byl Fred Gallagher. Přesto získal páté místo na Rallye Monte Carlo 1982 a dvě druhé pozice v Portugalsku a na San Remu. Pro sezonu mistrovství světa v rallye 1982 tak změnil angažmá a přesunul se k týmu Opel Motorsport, kde pilotoval vůz Opel Ascona 400. S tím získal třetí místo na Acropolis rallye 1982, páté na San Remu a třetí na RAC rallye 1982. pro následující sezonu Opel představil nový vůz Opel Manta 400. Ani ten ale není schopný porážet vozy Lancia 037 a Audi Quattro, takže Henri získává jen čtvrté místo na San Remu. Na konci sezony vítězí pouze na Manx International Rally. Tou dobou ale již u Opelu končí.
V mistrovství světa v rallye 1984 tak nemá žádnou nabídku, takže jen s novým spolujezdcem Juhou Piironenem startují v šampionátu European Rally Championship s vozem Porsche 911 S. I přes zdravotní problémy končí celkově druhý. Přichází aleme nabídka od týmu Lancia Racing na tři starty s vozy Lancia 037. V Portugalsku a na Acropolis rallye 1984 havaroval, ale ve Finsku dojel třetí a získal angažmá na celou další sezonu. V té ale již ani tento vůz nestačí na vozy Peugeot 205 Turbo 16 a Audi Quattro S1. Přesto získává šesté místo v Monte Carlu, čtvrté ve Finsku a třetí na San Remu. Na Sardinii ale havaruje a na čtvrt roku musí přerušit závodění. Lancia ale již připravuje nový vůz Delta S4. ten je poprvé nasazen na RAC Rallye 1985, kde Toivonen vítězí.
Pro mistrovství světa v rallye 1986 se jeho spolujezdcem stává Sergio Cresto. Vítězí na Monte Carlu a Costa Smeralda. Ve Švédsku mu vypoví službu motor a v Portugalsku všechny týmy odstoupí kvůli tragické havárii, kdy vůz Ford RS200 vlétne do diváků. Na korsické rally je sice nemocný, ale přesto celou soutěž vede. V osmnácté rychlostní zkoušce ale vyletěl z dráhy a zahynul v troskách vozu při explozi a požáru. Dnes je na místě havárie umístěn pomníček.